# Amar a morir (telenovela)
Amar a morir es una telenovela chilena de género drama romántico. Se estrenó por Televisión Nacional de Chile el 4 de marzo de 2019 y, concluyó el 30 de septiembre de 2019.
Escrita por Jaime Morales, en colaboración de Bárbara Larenas, Iván Salas, Valentina Pollarolo y Francisca Andrade, con la dirección de guion de Jimena Oto. Producida por Gonzalo Krug, dirigida por Francisca Bustamante, con la producción general de Carolina Provoste y la dirección general de César Opazo bajo la producción ejecutiva de Rodrigo Sepúlveda.
Protagonizada por Felipe Braun y Antonia Zegers.

## Argumento
La trama involucra, por un lado, a Pachi (Antonia Zegers), quien tiene un restaurante en el Cajón del Maipo y que acaba de sufrir la traición de su marido Rafael (Ricardo Fernández), el amor de su vida, con el que tiene dos hijos: Rocío (Vivianne Dietz) y Matías (Diego Chávez), quien padece sordera.
Asimismo, se encuentra Caco (Felipe Braun), un hombre viudo y padre de 3 hijos, quien tras la muerte de su mujer se centró en el trabajo dejando de lado a su familia, pero tras enterarse de que padece una grave enfermedad, la cual le quitará la vida en algunos meses, decide hacer un listado de tareas para hacer antes de morir, siendo la principal recuperar el tiempo perdido y hace lo que siempre quiso: tener un local de comida.
Será así como Pachi conozca a Caco, cuando el último llegue al Cajón del Maipo a quitarle su clientela y ponga en jaque el negocio familiar.

## Reparto

### Principales
- Felipe Braun como Francisco "Caco" Vidal[5]
- Antonia Zegers como María Paz "Pachi" Palacios[6]
- Ricardo Fernández como Rodrigo Figueroa
- María José Illanes como Victoria Palacios
- Francisco Reyes como Nicolás Vidal[7]
- Carolina Arregui como Victoria Quezada
- Bastián Bodenhöfer como Hernán "Nano" Palacios[8]
- Ximena Rivas como Gladys Letelier[9]
- César Sepúlveda como Bernardo Canessa[10]
- Emilia Noguera como Susana Vasconcelos
- Juan Pablo Miranda como Marcos Oblitas
- Vivianne Dietz como Rocío Figueroa
- Raimundo Alcalde como Álvaro Vidal[11]
- Daniela Estay como Maite Salvatierra
- Tomás Robertson como Simón Vidal
- Javiera Gaete como Jacinta Palacios
- Diego Chávez como Matías Figueroa
- Aída Caballero como Milagros Vidal

### Recurrentes e invitados especiales
- Paulina Urrutia como Rita Letelier[12]
- Óscar Hernández como Emilio Cintolesi
- Jorge Arecheta como Ramiro Escobedo[13]
- Alejandra Fosalba como Analía Valdés[14]
- Natalia Grez como Blanca León de Urizar[15]
- Paulina Eguíluz como Teresa Correa
- Ana María Navarro como Luisa Castro
- Melissa Curtis como Raffaella Figueroa
- Francisco Reyes Cristi como Nicolás Vidal (joven)
- María Jesús Sothers como Victoria Quezada (joven)
- Damián Bodenhöfer como Herrán "Nano" Palacios (joven)
- Maira Bodenhöfer como Cecilia Donoso (joven)

## Recepción
La telenovela se estrenó el 4 de marzo de 2019 en horario vespertino de las 20:00 con una audiencia de 7,7 puntos de rating y con una buena recepción en las redes sociales. Sin embargo, la audiencia comenzó a decaer en la tercera semana de estreno, logrando incluso 5 puntos.[cita requerida] Ante esto, TVN decidió sacar de emisión la telenovela y extender el programa de talentos Rojo, el color del talento quien aportaba mejores cifras e ingresos para la cadena. Durante a la transmisión de Copa América la telenovela continuó emitiéndose a través del sitio oficial de Internet. El 8 de julio, el canal decidió reestrenar la telenovela en el horario de las 15:20 horas, con una audiencia estable de 3 puntos. La telenovela promedió una audiencia general de 4,8 puntos en sus 126 emisiones.
Amar a morir durante su periodo de emisión recibió críticas mixtas en su realización, destacando el nivel de producción en Cajón del Maipo. También ha recibido buenas críticas a las actuaciones de Felipe Braun, Antonia Zegers y Paulina Urrutia. La telenovela recibió una nominación al Copihue de Oro en 2019.

## Audiencia
| Episodios | Estreno            | Final                    | Audiencia | Ref.   |
| --------- | ------------------ | ------------------------ | --------- | ------ |
| 126       | 4 de marzo de 2019 | 30 de septiembre de 2019 | 4,8       | [ 21 ] |

## Banda sonora
- Yo te voy a amar - Los Vasquez (Tema central)
- Una historia contigo - Samo y Marysol Muguerza (Tema de Caco y Pachi)
- Me muero - Carlos Rivera (Tema de Caco y Pachi)
- Tu, mi cielo y mi alma - Sandro Jacobé (Tema de Nicolás y Victoria)
- Yo te amo - Janno (Tema de Marcos y Gladys)
- El amor que querías - Juan Ángel (Tema de Nano y Victoria)
- Estar contigo - Consuelo Schuster (Tema de Susana)
- Baila conmigo - Agustín Junior (Tema de Álvaro y Rocío)
- Aquí - Daniela Castillo
- Es Amor - La otra fe
- Si preguntan por mi - Versatiles
- Dulce atrevido - Chumbekes
- Cielo - Lucía Covarrubias
- Solo a ti - Andrei Hadler
- Un no sé qué - Vane Almiron
- Entrégame - Khris & La otra fe
- Prefiero mentirme - Daniela Castillo
- Ya no soy de ti - Zafiro
- Siento - Los Vasquez

## Premios y nominaciones
| 2019 | Copihue de Oro                    |                         |                         |          |
| 2019 | Copihue de Oro                    | Mejor serie o teleserie | Mejor serie o teleserie | Nominado |
| 2019 | Premios Marés                     |                         |                         |          |
| 2019 | Mejor actor en comedia            | Felipe Braun            | Nominado                |          |
| 2019 | Mejor actor de soporte en comedia | César Sepúlveda         | Nominado                |          |
| 2019 | Mejor actriz invitada             | Paulina Urrutia         | Ganadora                |          |